# Georgia (imię)
Georgia – żeński odpowiednik imienia Jerzy. Inna forma to Georgina lub Georgiana.
Georgia imieniny obchodzi 2 lutego i 15 lutego.
Znane osoby o imieniu Georgia:
- Georgia O’Keeffe – amerykańska artystka
- Georgia Hale – amerykańska aktorka
- Giorgia Meloni – włoska polityk